# 宇多须神社
宇多须神社（うたすじんじゃ）是石川县金泽市的神社。是金沢五社（金泽市江戸时代镇座的5座神社的总称）之一。建立于718年，1599年祭祀前田利家。

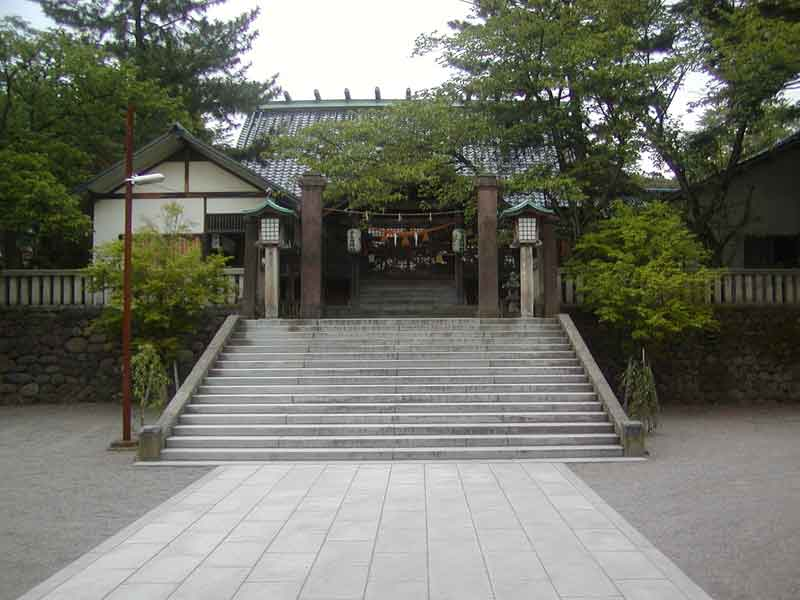
宇多須神社

## 历史
宇多须神社主殿俗称毗沙门山。佐和田川（现浅野川）边小山丘上出现的旧镜背面有兔龙纹样，故称为卯辰神，于养老二年（至今1250 年后）它被称为多聞天社而成立。此外，这里供奉着藩主前田利家，名为卯辰八幡宫，作为历代藩主的参拜场所而备受尊崇。明治时代重建并迁移为现在的小山神社。1898年改名为高皇産霊社，1895年改名为宇多社，1893年10月2日改为现在的宇多须神社，1895年升为县社。

## 交通
- 公共交通
  - 城下まち金沢周遊城下まち金沢周遊バス・北鉄バス・西日本JRバス「橋場町」バス停から 需步行8分钟
  - 金沢ふらっとバス 材木ルート「梅ノ橋」バス停から 需步行5分钟

## 关联项目
- 东茶屋街
- 尾山神社
- 金泽市
- 前田利家